# Manuel Gallego
Manuel Gallego Suárez-Somonte (Mérida, 22 giugno 1894 – Madrid, 24 dicembre 1965) è stato un militare spagnolo, tenente generale dell'Ejército del Aire. È noto per essere stato il 15º presidente dell'Atlético Madrid, dal 1941 al 1945, noto in quegli anni col nome di Club Atlético Aviación.

## Biografia
Manuel Gallego è stato un militare spagnolo, dell'Ejército del Aire, nel quale raggiunse il più alto grado in carica. Fu tra l'altro capo della zona aerea del Marocco e della Regione Aerea di Levante.
Il 14 settembre 1939, con l'avvenuta fusione tra Athletic Club de Madrid e Aviación Nacional, entrò a far parte della dirigenza del club, che assunse la denominazione di Atlético Aviación fino al dicembre 1946.
Il 1º marzo 1941, poiché Luis Navarro Garnica fu inviato a Roma come addetto aereo presso l'Ambasciata spagnola, Manuel Gallego, che allora ricopriva l'incarico di tenente colonnello, fu nominato presidente. Fu il quarto e ultimo militare ad essere presidente dell'Atlético.
Durante il suo mandato il club, sempre allenato da Ricardo Zamora, vinse il secondo campionato della sua storia (1940-41) e tornò a disputare le partite interne allo stadio Metropolitano.
Il 27 dicembre 1945, essendo nominato capo della zona aerea del Marocco, presentò le proprie dimissioni come presidente e fu sostituito il giorno seguente da Juan Touzón.
Manuel Gallego morì a Madrid nel dicembre del 1965, un anno dopo essere andato in pensione col grado di tenente generale.